# أبخاز
الأبخاز  (Abkhaz باللغة الأبخازية) هم شعب يقطن في أبخازيا الكائنة في منطقة القوقاز (القفقاس) الشمالي، وهي دولة شبه مستقلة، معترف بها من قبل بعض الدول هي: روسيا، بيلاروسيا,نيكاراغوا، فنزويلا، سوريا. وأبخازيا هي منطقة متنازع عليها تقع على شواطئ البحر الأسود.

## تاريخ
كان الأبخاز في حرب مع روسيا القيصرية - شأنها شأن كل شعوب القوقاز - بشكل متقطع منذ القرن السادس عشر وبشكل مستمر منذ أواخر القرن الثامن عشر وحتى القرن التاسع عشر ثم احتلت من قبل روسيا في العام 1864 وتم اعلان سيطرة روسيا القيصرية على ابخازيا وبقيت كذلك حتى انهيار الاتحاد السوفييتي إذ انفصلت عنه ودخلت في نزاع مع جورجيا مما أدى إلى تصاعد مستمر وحرب في عام 1992-1993 تم بعدها اعلان استقلال ابخازيا بعد انتصارها بالحرب بمساعدة بعض شعوب شمال القوقاز ومنهم الشركس «الأديغة» التي تربطهم مع الأبخاز صلة دم وثيقة على الرغم من اختلاف دينهم فإن الأديغة دخلوا قناعةً بالإسلام بعكس الأبخاز الذين فضلوا البقاء مسيحيين إلا قليلا منهم.
ذكرهم المُؤرخ ياقوت الحموي قائلًا: «أبخاز بالفتح ثم السكون والخاء معجمة وألف وزاي اسم ناحية من جبل القبق المتصل بباب الأبواب وهي جبال صعبة المسلك وعرة لا مجال للخيل فيها تجاور بلاد اللان يسكنها أمة من النصارى يقال لهم الكرج وفيها تجمعوا ونزلوا إلى نواحي تفليس فصرفوا المسلمين عنها وملكوها في سنة 515هـ ولم يزالوا متملكين عليها وأبخاز معاقلهم حتى قصدهم خوارزم شاه جلال الدين في سنة 612هـ فأوقع بهم واستنقذ تفليس من أيديهم وهربت ملكتهم إلى أبخاز وكان لم يبق من بيت الملك غيرها».

## اللغة
اللغة الابخازية: للابخاز لغة خاصة بهم وهي قريبة من لغة الاديغة من حيث الاسس، وفي حروفها الكثير من الحروف النفخية التي يصعب على الكثرين اتقانها. فيها لكنتان، لكنة منطقة Auchamchera ولكنة منطقة Goudauuta ولكن يسهل على اصحاب اللكنتين فهم بعضهم.

## العادات والتقاليد
بنيت معظم العادات الابخازية -والشركسية- على خمس اساسات وهي: 1- احترام كبير السن 2- احترام الانثى 3- الرجولة 4- النظافة والحفاظ على النظافة الشخصية 5- الصدق والامانة... وتتمثل هذه العادات في حياتهم اليومية إذ كثيرا ما نرى في عاداتهم خضوع واحترام مبالغ فيه لكبير السن وللنساء. يجدر الإشارة إلى ان الابخاز مولعون بالفروسية أيضا وترتبط الفروسية عندهم بمعايير الرجولة والقوة.

## الاقتصاد
يقدس الابخاز الطبيعة وهذا شيء لا يمكننا لومهم عليه إذ ان منطقة القوقاز الشمالي وبالاخص ابخازيا هي جنة من حيث الطبيعة وفيها كثافة هائلة من الاشجار واراضيها سلة من الخضروات والفواكه والثروات الطبيعية مثل الغاز الطبيعي والمعادن وغيرها.. وعلى الرغم من ان مساحة ابخازيا لا تتعدى 8,432 كم2 الا انها مليئة بالانهار المنحدرة من اعالي الجبال التي تملأ قممها الثلوج صيفا وشتاءً والجداول والشلالات النقية التي تشكل ملاذاً لكن فرد.
يبرع الابخاز في الصناعات والمنحوتات الخشبية والزراعة حيث انهم ومنذ القدم ساهموا في تطوير ادوية للافات التي تصيب مزروعاتهم واستنبات أنواع جديدة والتقاط العسل، وبرعوا بصناعة النبيذ من كروم العنب ومن الكرز احياناً وبعض الصناعات الفضية والذهبية كالسيوف والاسلحة.

## معرض صور

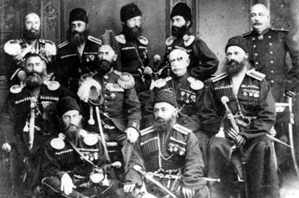
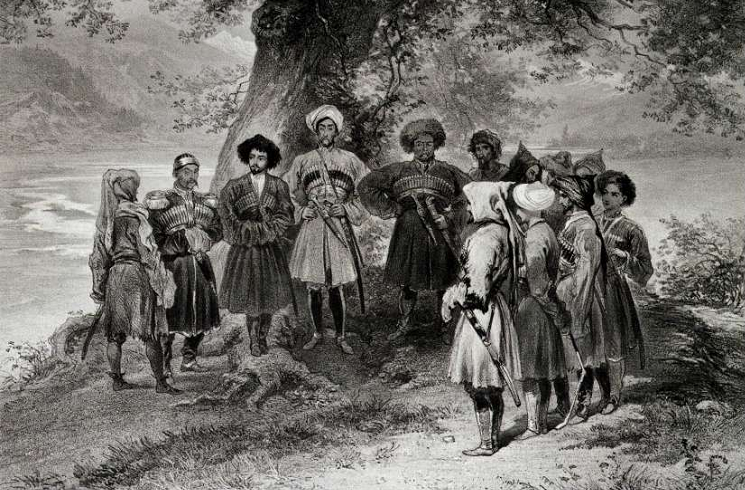
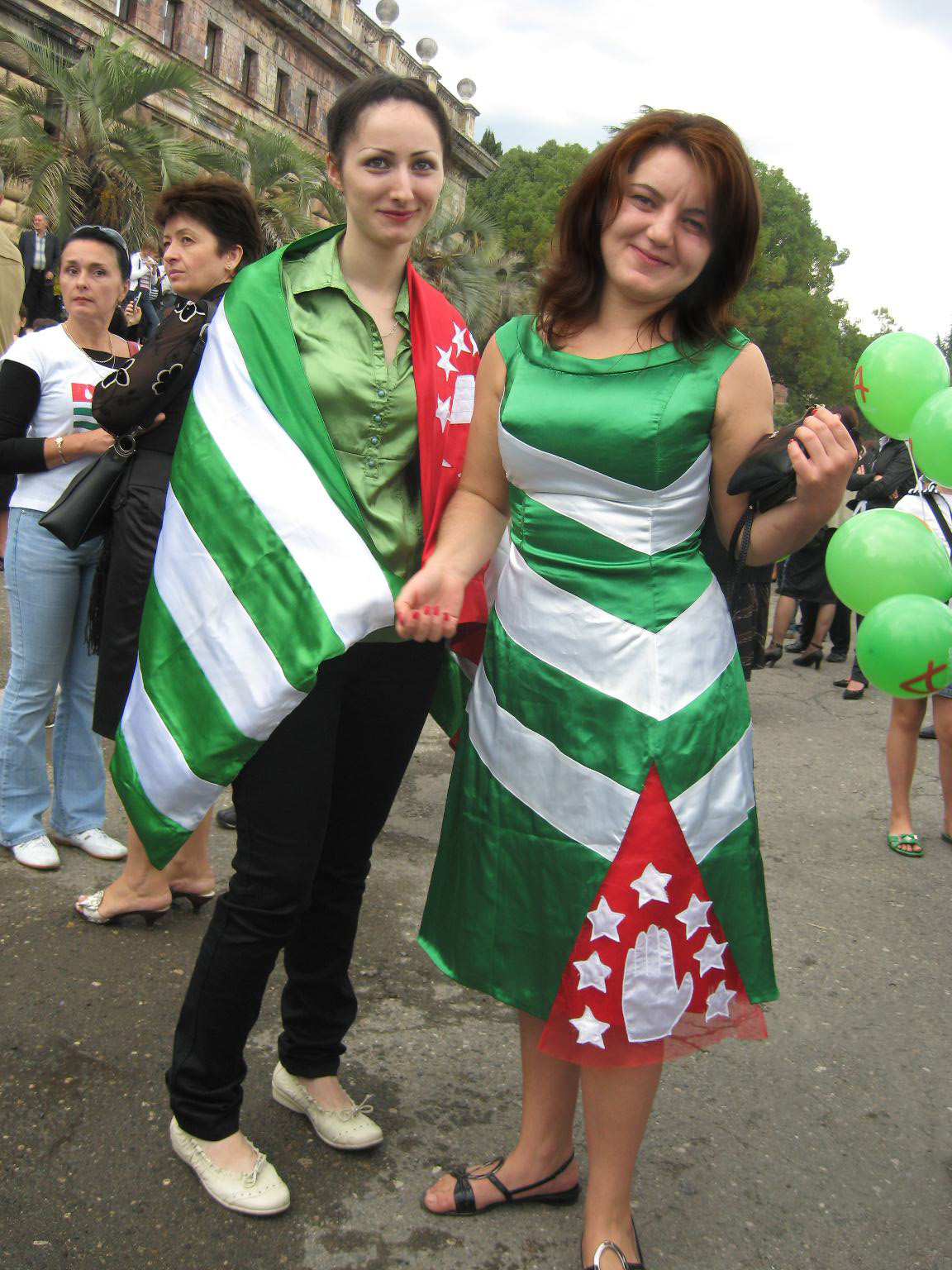
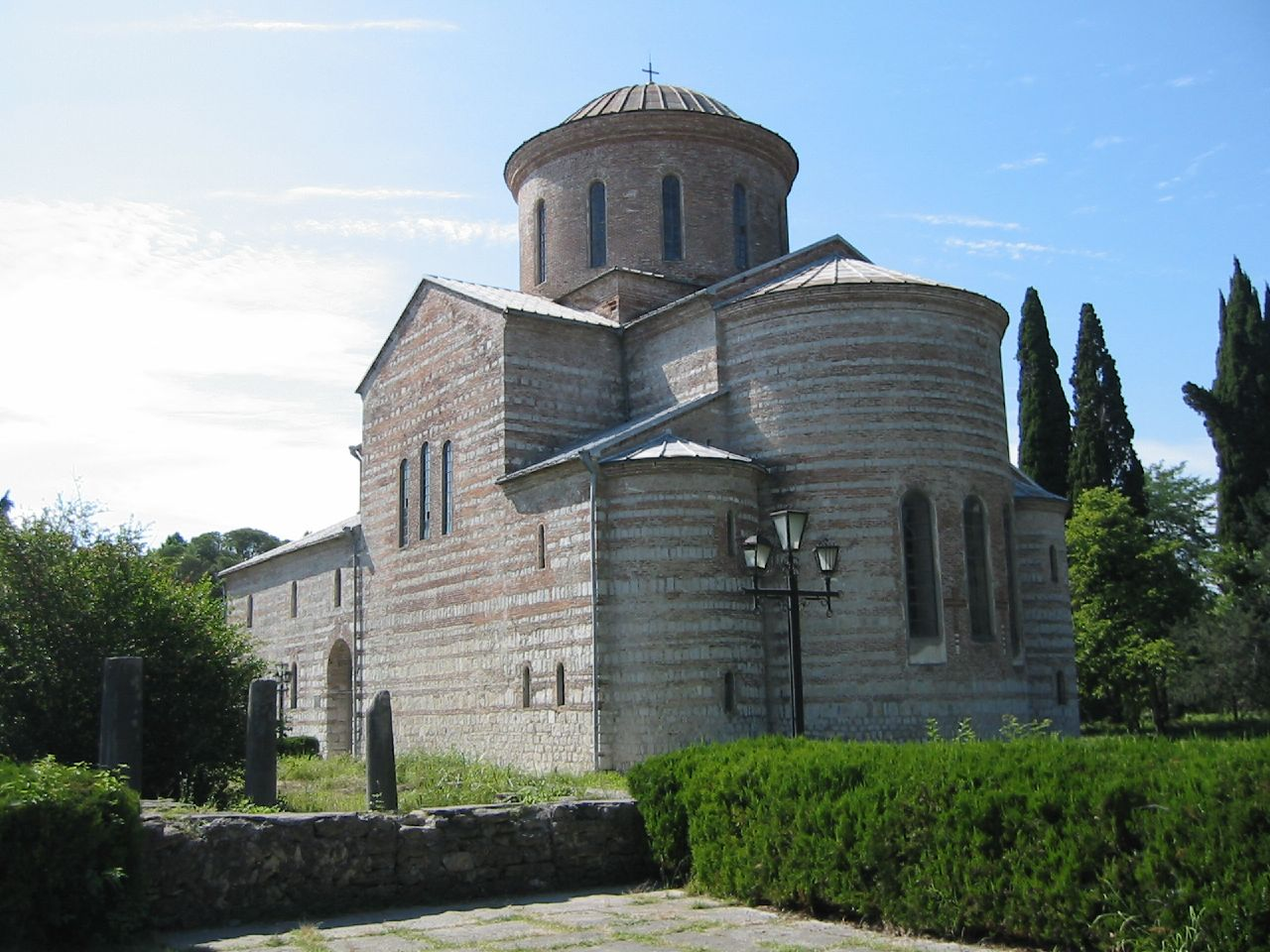